# 哈斯塔-巴什河

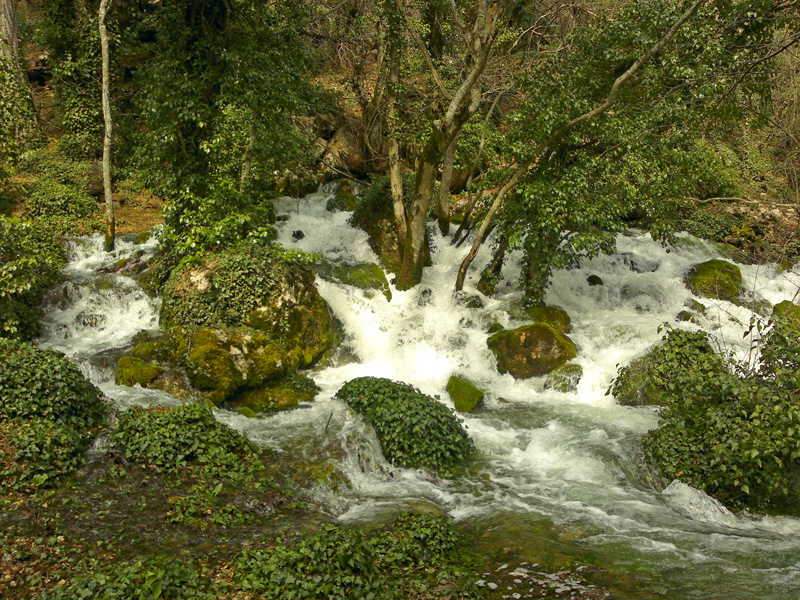

哈斯塔-巴什河（俄语：Хаста-Баш），是俄羅斯或烏克蘭的河流，位於該國南部克里米亞自治共和國，該河流最終注入黑海，河道全長2.45公里，流域面積5.63平方公里。